# All Star
All Star — песня группы Smash Mouth из их второго альбома Astro Lounge. Она была выпущена в качестве первого сингла альбома.

## Музыкальное видео
Режиссер McG снял музыкальное видео, которое включает камео Уильяма Мэйси, Бена Стиллера, Хэнка Азарии, Пола Рубенса, Кела Митчелла, Джанин Гарофало, Дага Джонса и Дейна Кука в роли персонажей из фильма «Таинственные люди», в котором заметно представлена песня. Их появление в видео в основном основано на стоковых кадрах из фильма; во всех других сценах персонажи изображались двойными телами и изображались исключительно сзади. Видео начинается с того, что персонажи из фильма ищут новобранцев, при этом группа отвергает нескольких претендентов, прежде чем выразить интерес к певцу Smash Mouth Стиву Харвеллу. Остальная часть видео посвящена тому, как Харвелл совершает несколько подвигов (спасает собаку из горящего здания и переворачивает свергнутый школьный автобус), в дополнение к сценам из Mystery Men.
В июне 2019 года музыкальное видео было перезаписано в формате HD и получило субтитры в честь 20-летия. К этому моменту оно набрало более 219 миллионов просмотров на YouTube.
Эта песня также звучала в начальных сценах мультфильма «Шрек» студии DreamWorks Animation и в заключительном эпизоде фильма «Крысиные бега» кинокомпании Paramount Pictures.

## Список композиций
| - 7-inch single 1. «Smash Mouth all the Hollywood» — 9:12 2. «All Star» — 3:24 - Maxi single 1. «All Star» — 3:20 2. «Walkin’ on the Sun» — 3:27 3. «Why Can’t We Be Friends» — 4:46 4. «Can’t Get Enough of You Baby» — 2:31 - CD/cassette single 1. «All Star» — 3:20 2. «Walkin’ on the Sun» — 3:27 | - UK enhanced single 1. «All Star (Sports Edit)» — 3:39 2. «Walkin’ on the Sun» — 3:25 3. «Can’t Get Enough of You Baby» — 2:30 4. «Walkin’ on the Sun (CD-ROM video)» — 3:26 - UK CD single 1. «All Star (Sports Edit)» — 3:22 2. «Walkin’ on the Sun (Sun E Delight Remix)» — 6:09 3. «The Fonz» — 3:37 |

## Чарты
| Чарт (1999)                             | Высшая позиция |
| --------------------------------------- | -------------- |
| Австралия (ARIA)                        | 4              |
| Бельгия/Фландрия (Ultratip)             | 9              |
| Канада (RPM Top Singles)                | 2              |
| Канада (RPM Adult Contemporary)         | 4              |
| Канада (RPM Rock/Alternative)           | 6              |
| Europe (Eurochart Hot 100)              | 63             |
| Финляндия (Suomen virallinen lista)     | 17             |
| Германия (GfK)                          | 74             |
| Iceland (Íslenski Listinn Topp 40)      | 18             |
| Нидерланды (Dutch Top 40)               | 38             |
| Нидерланды (Single Top 100)             | 57             |
| Новая Зеландия (Recorded Music NZ)      | 15             |
| Шотландия (Scottish Singles Chart)      | 19             |
| Испания (PROMUSICAE)                    | 17             |
| Швеция (Sverigetopplistan)              | 49             |
| Великобритания (UK Singles Chart)       | 24             |
| США (Billboard Hot 100)                 | 4              |
| США (Billboard Adult Alternative Songs) | 5              |
| США (Billboard Adult Top 40)            | 1              |
| США (Billboard Alternative Songs)       | 2              |
| США (Billboard Mainstream Top 40)       | 1              |

| Чарт (2019)                         | Высшая позиция |
| ----------------------------------- | -------------- |
| Польша (ZPAV AirPlay Top 100)       | 84             |
| US Rock Streaming Songs (Billboard) | 3              |

| Чарт (1999)                      | Позиция |
| -------------------------------- | ------- |
| Australia (ARIA)                 | 31      |
| Canada Top Singles (RPM)         | 4       |
| Canada Adult Contemporary (RPM)  | 57      |
| Canada Rock/Alternative (RPM)    | 32      |
| US Billboard Hot 100             | 17      |
| US Adult Top 40 (Billboard)      | 8       |
| US Alternative Songs (Billboard) | 9       |
| US Mainstream Top 40 (Billboard) | 2       |

| Чарт (2017)                         | Позиция |
| ----------------------------------- | ------- |
| US Rock Streaming Songs (Billboard) | 29      |

| Чарт (2018)                         | Позиция |
| ----------------------------------- | ------- |
| US Rock Streaming Songs (Billboard) | 15      |

| Чарт (2019)                         | Позиция |
| ----------------------------------- | ------- |
| US Rock Streaming Songs (Billboard) | 6       |

| Чарт (2020)                         | Позиция |
| ----------------------------------- | ------- |
| US Rock Streaming Songs (Billboard) | 40      |

| Чарт (1992—2017)                 | Позиция |
| -------------------------------- | ------- |
| US Mainstream Top 40 (Billboard) | 88      |

## Сертификации
| Регион | Сертификация  | Продажи   |
| --- | ------------- | --------- |
| Австралия (ARIA) | Платиновый    | 70 000^   |
| Дания (IFPI Danmark) | Платиновый    | 90 000    |
| Италия (FIMI) | Платиновый    | 50 000    |
| Великобритания (BPI) | 2× Платиновый | 1 200 000 |
| США (RIAA) | 3× Платиновый | 3 000 000 |
| ^ Данные о тиражах приведены только на основе сертификации. · Данные о продажах + прослушиваниях приведены только на основе сертификации. |               |           |